# Château des Essarts (Haute-Vienne)
Pour les articles homonymes, voir Château des Essarts.
Le château des Essarts est un château français situé dans la vallée de la Mazelle, à Beaune-les-Mines sur le territoire de la commune de Limoges dans le département de la Haute-Vienne.

## Histoire
L'origine de sa construction remonte au milieu du XVIIe siècle (vers 1660) ; il est ensuite agrandi au XIXe siècle vers 1833.
Son parc a été profondément remanié dans la seconde moitié du XIXe siècle (1870-1876).
Ce château comporte des éléments protégés au titre des monuments historiques le 30 octobre 1996 : les façades et toitures du corps de logis et de la tour du XVIIe siècle, ainsi que celles des pavillons latéraux du XIXe siècle ; l'escalier intérieur du XVIIe siècle.